# Leccionario 1

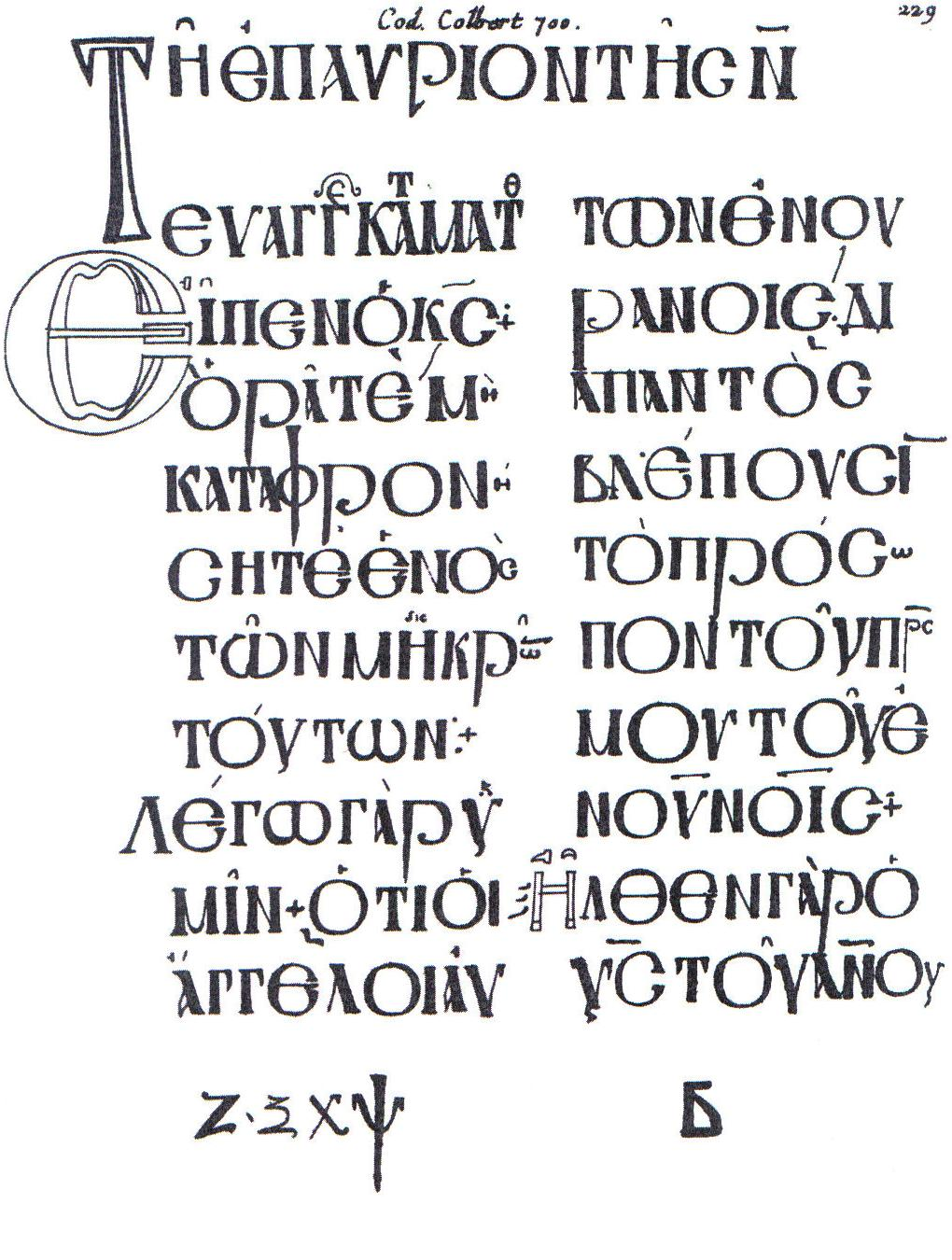
Leccionario 1

El Leccionario 1 (designado por la sigla ℓ 1 en la clasificación de Gregory-Aland) es un antiguo manuscrito del Nuevo Testamento, paleográficamente fechado del siglo X d. C. En otra época era conocido como Codex Colbertinus 700.
Este codex contienen lecciones de los evangelios, pero con algunas lagunas. Fue escrito en griego, y actualmente se encuentra en la Biblioteca Nacional de Francia (Gr. 278).